# .gm

.gm는 감비아의 인터넷 국가 코드 최상위 도메인이다. GM-NIC에서 관리한다.

## 2차 도메인
등록은 2차 도메인 수준에서 직접 수행되거나 다음 2차 도메인 이름 아래의 3차 도메인 수준에서 수행된다.
정부 기관에 대한 하위 등록 * .gov.gm은 정보통신부(MoICI)에 위임된다.
교육 기관 및 리소스에 대한 하위 등록 * .edu.gm은 감비아 대학(UTG)에 위임되었다.